# Base soberana del Reino Unido

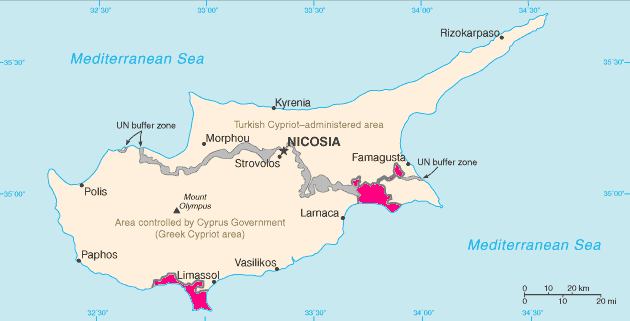
Bases Soberanas de Akrotiri y Dekelia en la isla de Chipre

Las bases soberanas (Sovereign Base Areas o SBAs en inglés) son las bases militares enclavadas en países anteriormente gobernados por el Reino Unido que aún conserva su antigua metrópoli y que no fueron cedidas cuando esos países lograron la independencia ni forman parte de ningún territorio británico de ultramar.
Actualmente, las únicas bases militares soberanas son las de Akrotiri y Dekelia situadas en la isla de Chipre, cuyo estatus fue fijado por los acuerdos de Londres y Zúrich del 19 de febrero de 1959 entre el Reino Unido, Grecia y Turquía, firmado en el momento de la independencia de la isla.

## Chipre
Akrotiri y Dekelia son dos Bases Soberanas Británicas en Chipre (denominadas también zonas de soberanía del Reino Unido de Gran Bretaña e Irlanda del Norte en Chipre), antigua colonia de la Corona británica. Las British Forces Cyprus son responsables de su seguridad; albergan una antena de comunicaciones, y es la única base de la RAF en el Mediterráneo (puesto que Gibraltar no tiene ninguna aviación permanentemente en su territorio), llamada RAF Akrotiri. Además de una guarnición, el Reino Unido ayuda a la Fuerza de Naciones Unidas en Chipre. En total, aproximadamente 3500 militares británicos están destinados en Chipre.

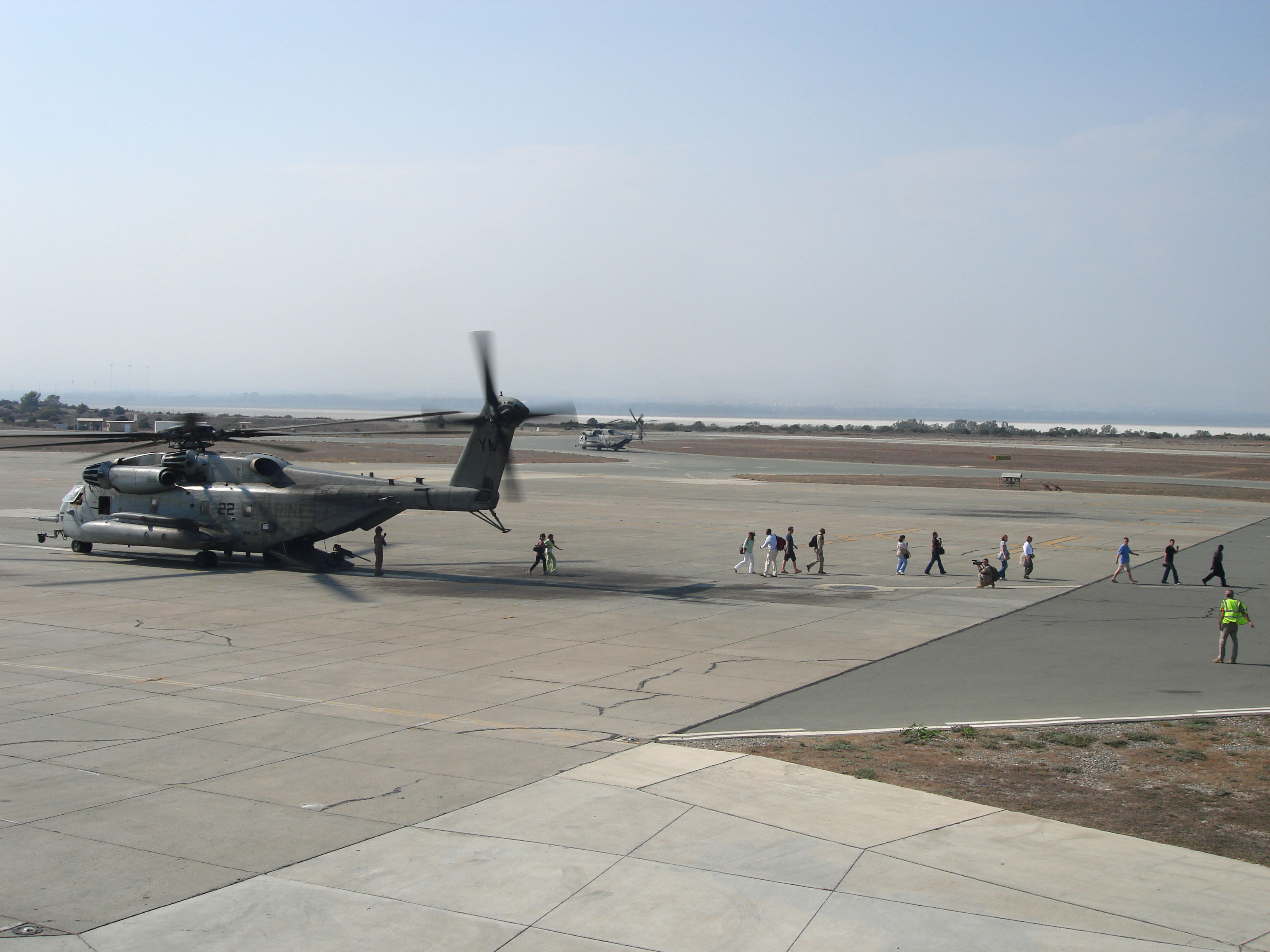
Base militar de RAF Akrotiri.

Hay cierta desorientación cuando se entra en las zonas militares de una base soberana (a diferencia de Guantánamo, donde hay carreteras que atraviesan rápidamente el territorio). En particular, los nombres de las vías de circulación en los campos militares son todos muy ingleses, como "Worcester Road", entre otros. Las leyes civiles son promulgadas por las autoridades civiles británicas, pero modeladas sobre las de la República de Chipre. Muchos ciudadanos chipriotas trabajan en las bases, principalmente para las autoridades británicas o como agricultores, y en negocios locales. Pero solo permiten a los chipriotas que tengan una conexión local para vivir allí, como los que viven en la localidad de Acrotiri o en las afueras de los pueblos que están cerca de las bases. También las localidades de Xylotymbu y Ormidia son exclaves de la República de Chipre rodeado por la Base Soberana de Dekelia.
Las Bases Soberanas en Chipre son un territorio de ultramar, pero en vez de tener un Gobernador, como los demás territorios, Akrotiri y Dekelia tienen un Administrador quien, aunque designado por Su Majestad el Rey, es responsable del Ministerio de Defensa Nacional, no de la Foreign and Commonwealth Office. Estas bases tienen un prefijo radiofónico británico, ZC4, que es completamente distinto del chipriota, que habitualmente usa 5B.

## Irlanda
Después de la independencia del Estado Libre Irlandés en 1922, tres puertos marítimos, Castletownbere, Queenstown (renombrada posteriormente Cobh) y Lough Swilly, fueron conservados por el Reino Unido, como una condición del Tratado Anglo-Irlandés de 1921. Los puertos permanecieron controlados por el Reino Unido hasta el Acuerdo de Libre Comercio Anglo-Irlandés en 1938, cuando fueron devueltos a la soberanía irlandesa.